# Antonieta Rivas Mercado

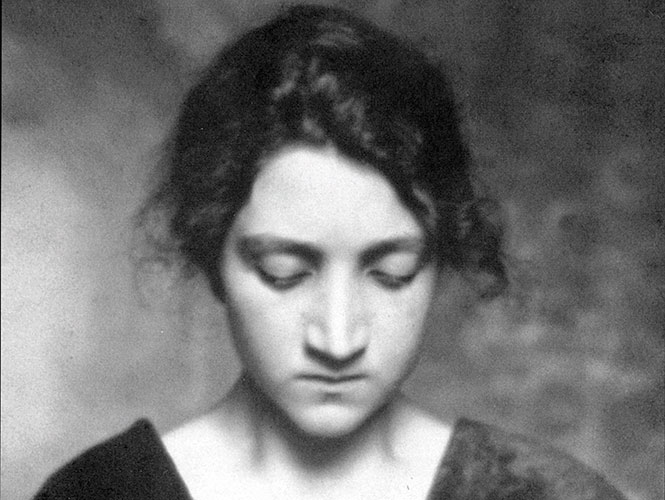
Antonieta Rivas Mercado

María Antonieta Rivas Mercado Castellanos (geb. 28. April 1900 in Mexiko-Stadt; gest. 11. Februar 1931 in Paris) war eine mexikanische Intellektuelle, Autorin, Frauenrechtlerin und Kunstmäzenin.

## Biografie
Rivas Mercado wurde als zweites von vier Kindern (Alicia, Antonieta, Mario und Amelia) des bekannten Architekten Antonio Rivas Mercado und seiner Frau Cristina Matilde Castellanos Haff geboren. Um 1910, während der mexikanischen Revolution, trennten sich ihre Eltern, und ihre Mutter zog zusammen mit Antonietas älterer Schwester Alice nach Paris, wo sie bis zu ihrer Rückkehr nach Mexiko im Jahr 1915 blieben.
Antonio Rivas Mercado weigerte sich, seine Frau wieder in das Haus der Familie einziehen zu lassen, was zur Folge hatte, dass Antonieta mehr Verantwortung im Haushalt übernehmen musste. Mit der Erlaubnis ihres Vaters heiratete sie im Alter von 18 Jahren den in Großbritannien geborenen und in den USA aufgewachsenen Ingenieur Albert Edward Blair und brachte am 9. September 1919 ihren Sohn Donald Antonio (Tonito) zur Welt. Während der Zeit, in der die junge Familie auf einer Ranch im Bundesstaat Durango lebte, gab es Zeiten, in denen Antonieta Rivas eine Trennung von Blair anstrebte, was er jedoch ablehnte, so dass sie manchmal deprimiert war.

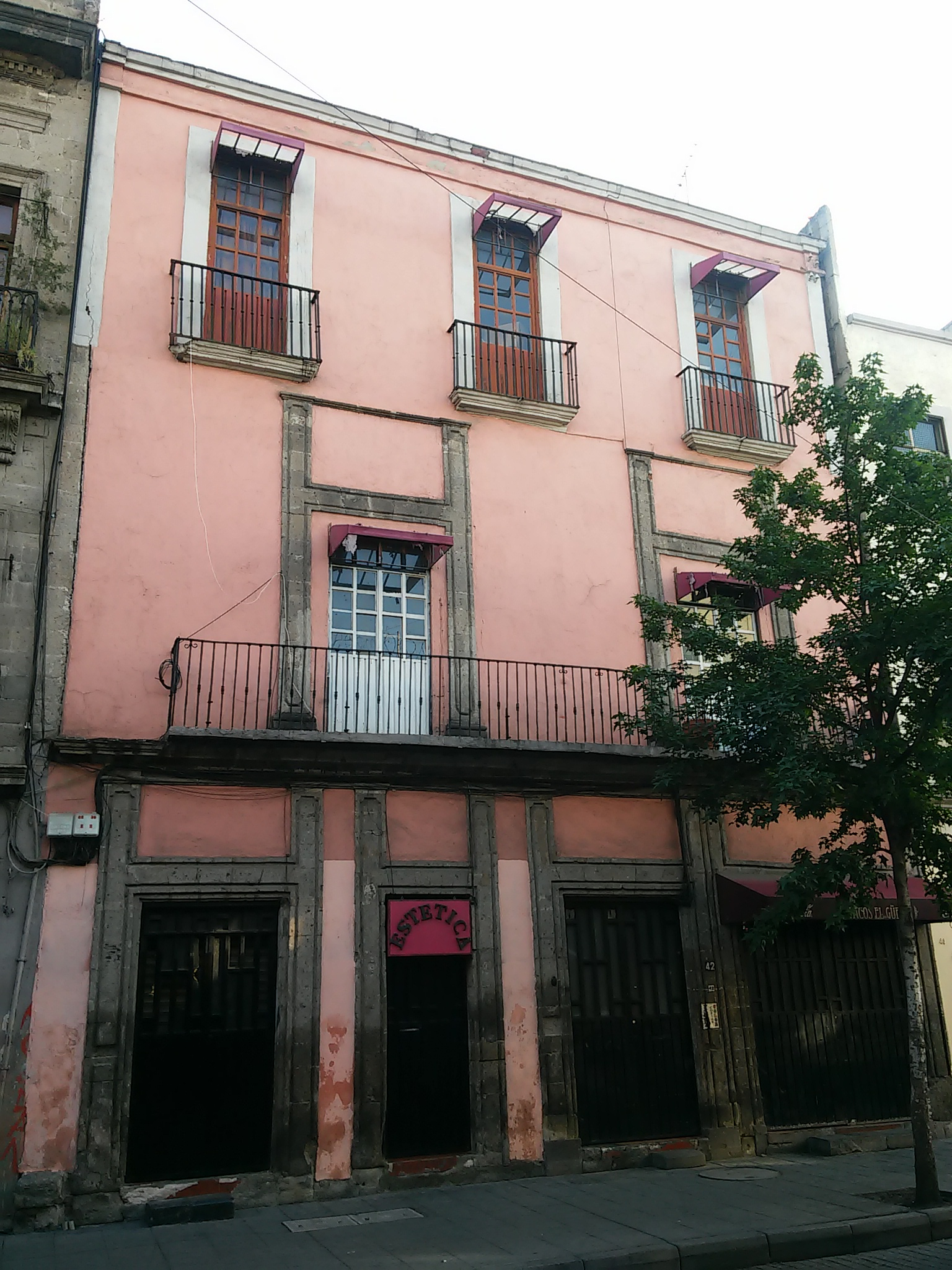
Gebäude des ehemaligen Ulises-Theaters in der Calle Mesones 42 im historischen Zentrum von Mexiko-Stadt.

Rivas Mercado zog schließlich nach Mexiko-Stadt und versuchte erfolglos, die Scheidung einzureichen und Unterhalt für ihren Sohn zu erhalten. 1927 starb ihr Vater und Antonieta übernahm die Verantwortung für das Elternhaus und ihre Geschwister. Sie finanzierte und förderte kulturelle Projekte von Bedeutung; so finanzierte sie beispielsweise die Gründung des „Teatro Ulises“ (wörtlich Odysseus-Theater), einem experimentellen Theater in der Calle de Mesones 42 in Mexiko-Stadt, das mit dem kommerziellen Theater im Mexiko jener Zeit brach, und war maßgeblich daran beteiligt. Dank ihrer Ermutigung entstanden literarische Salons und das „Orquesta Sinfónica“ von Mexiko-Stadt wurde gegründet. Es heißt, dass die Kenntnis von Antonieta Rivas Mercado dazu beigetragen hat, die kulturellen Türen in Mexiko zu öffnen.
Rivas Mercado schrieb für die Zeitschrift Los Contemporáneos und die spanische Zeitung El Sol. Sie verliebte sich hoffnungslos in ihren Freund, den Maler Manuel Rodríguez Lozano, eine Zuneigung, die nicht erwidert wurde. Im Jahr 1929 hatte sie eine Affäre mit dem Politiker José Vasconcelos und unterstützte später seine Wahlkampagne. Doch auch diese Liebesbeziehung erwies sich als erfolglos, da Vasconcelos verheiratet war. 1931 folgte Antonieta Vasconcelos nach Paris und erschoss sich, als sie zurückgewiesen wurde, vor dem Altar von Notre Dame de Paris.

## Film und Oper
Im Jahr 1982 wurde sie von Isabelle Adjani in dem Film Antonieta dargestellt, bei dem Carlos Saura Regie führte.
Im November 2010 wurde zur Feier des zweihundertsten Jahrestages der mexikanischen Unabhängigkeit die Oper Antonieta des mexikanischen Komponisten Federico Ibarra im Teatro Flores Canelo, Centro Nacional de las Artes in Mexiko-Stadt aufgeführt. Die mexikanische Mezzosopranistin Lidya Rendón spielte die Hauptrolle der Antonieta in einer Inszenierung von Antonio Morales und Rosa Blanes Rex unter der Leitung von Enrique Barrios.